# Ulrich Mayer
Ulrich Mayer (* 25. Februar 1941 in Wetzlar) ist ein deutscher Geschichtsdidaktiker und emeritierter Professor an der Universität Kassel.
Mayer war langjähriger Mitherausgeber der Zeitschrift Geschichte lernen (1987–2010). Nachdem er als Gymnasiallehrer und Fachleiter reiche praktische Erfahrungen an der Schule gesammelt hatte, hatte er von 1995 bis 2006 einen Lehrstuhl für Didaktik der Geschichte an der Universität Kassel inne. Er promovierte bei Klaus Bergmann an der Universität Gießen mit der Arbeit Studien zur Entwicklung der Geschichtsdidaktik und des Geschichtsunterrichts in den westlichen Besatzungszonen und in der Bundesrepublik Deutschland 1945–1953. Einer seiner Schüler ist der Geschichtsdidaktiker Michael Sauer, dessen Habilitation er betreute. Außerdem ist er der Doktorvater von Peter Gautschi. Eine langjährige Freundschaft verbindet ihn mit Hans-Jürgen Pandel.
Mayer ist Mitherausgeber zahlreicher repräsentativer geschichtsdidaktischer Sammelwerke, historischer Quelleneditionen, Initiator wichtiger bildungspolitischer und curricularer Anstöße und Autor und Mitherausgeber anerkannter Schulbuchreihen.

## Werke (Auswahl)
- Neue Wege im Geschichtsunterricht? Studien zur Entwicklung der Geschichtsdidaktik und des Geschichtsunterrichts in den westlichen Besatzungszonen und in der Bundesrepublik Deutschland 1945–1953 (= Studien und Dokumentationen zur deutschen Bildungsgeschichte, 31). Böhlau, Köln/Wien 1986, ISBN 3-412-00386-4.
- (mit Hans-Jürgen Pandel): Kategorien der Geschichtsdidaktik und Praxis der Unterrichtsanalyse. Zur empirischen Untersuchung fachspezifischer Kommunikation im historisch-politischen Unterricht (= Anmerkungen und Argumente zur historischen und politischen Bildung, 13). Klett, Stuttgart 1976, ISBN 3-12-927040-X.